# 海盐城墙
海盐城墙为海盐县城城墙，位于今中華人民共和国浙江省嘉兴市海盐县武原街道，现仅存东门靖海门两侧墙段，长约70米。

## 历史
海盐县为秦王政二十五年（前222）置县，属会稽郡，建县后四迁县治，最初设于华亭乡（今属松江区），秦末地陷为柘湖，其后迁武原乡（今平湖市东门外），东汉永建时又陷为当湖，继而南迁齐景乡故邑山，东晋咸康七年（341）又迁海盐乡吴御越城（又名马嗥城），唐开元五年（717）再迁至吴御越城西北一百步今址，位于海盐县境中东部，东临杭州湾。明洪武十七年（1384）始筑砖石城墙，其后不断翻修加固。
抗战时期县城遭日军多次炮击和轰炸，城墙损毁严重，城内90%以上房屋被毁。现城墙仅存东门靖海门两侧一段长约70米的遗址，2011年修缮并重建靖海门，修缮完工后的城墙总长约80米，宽12至15米。

## 规划
海盐城墙呈椭圆形，东西宽，南北狭，城周九里三十五步（约5240米），高二丈五尺（约8米），设城门四座、水门三座、敌台十八座，四座城门分别为东门靖海门、西门望吴门、南门来薰门和北门镇朔门，各门均设有瓮城（明嘉靖时增筑），门外设吊桥（其中北门外设有两座，其它均为一座），东门外距海仅半里，故不设水门，沿海筑有海塘，内为备塘河白洋河。护城河周一千三百四十丈（约4288米），深一丈二尺（约3.8米），宽六丈九尺（约22米）。
宋代城内被划分为十坊，各坊名均以“海”字起始，元代仍为十坊，但名称与宋代有所不同。明洪武初年改设东南、西南、东北、西北四隅，城外为四厢。民国二十三年（1934）城内属建制镇中北镇，三十四年（1945）与城外的西南镇合并为武原镇，2010年撤销武原镇并设立武原街道。
贯通东西两座城门的大街为城内主街（今海滨路），南与市河并行，主街南侧有六条小巷与之相通，北侧有九条，各巷间再以子巷相通。城外东多渔场，南多菜园，西、北多市肆，又以西门外至天宁寺的一段最为繁盛。
原城内主要建筑有海盐县署、海宁卫署、海盐学宫（海盐县儒学）、蔚文书院、便民仓和资圣寺等，历经抗战与旧城改造（自20世纪70年代开始）现均已无存，今城内古迹仅存绮园（冯宅）及城西杨家弄一带的少量民居。县署原设于东门内二十二步，明洪武十七年（1384）原址改作海宁卫署，并改设县署于东侧原按察司行署址，距东门十二步。学宫在县署西南二十五步，宋代始建于县东，后迁县东南，南宋乾道二年（1166）再迁至今址，采用东庙西学的格局（图）。